# Марков, Алексей Владимирович
Алексе́й Влади́мирович Ма́рков (8 [20] мая 1877, Москва — 31 августа [13 сентября] 1917, Москва) — русский этнограф, фольклорист, диалектолог, медиевист, историк литературы.

## Биография
Был средним сыном настоятеля храма Христа Спасителя Владимира Семёновича Маркова.
Выпускник историко-филологического факультета Московского университета (1900). В 1898—1909 годах совершил 6 поездок на Русский Север — побережье Белого моря, Терский берег Кольского полуострова (1898—1901), где записал ста́рины (былины) со слов одной из самых выдающихся русских сказительниц А. М. Крюковой (более 10 300 строк-стихов). В общей сложности, Марков записал от Аграфены Крюковой 64 текста былин, баллад, исторических песен и духовных стихов из них 42 терского происхождения.

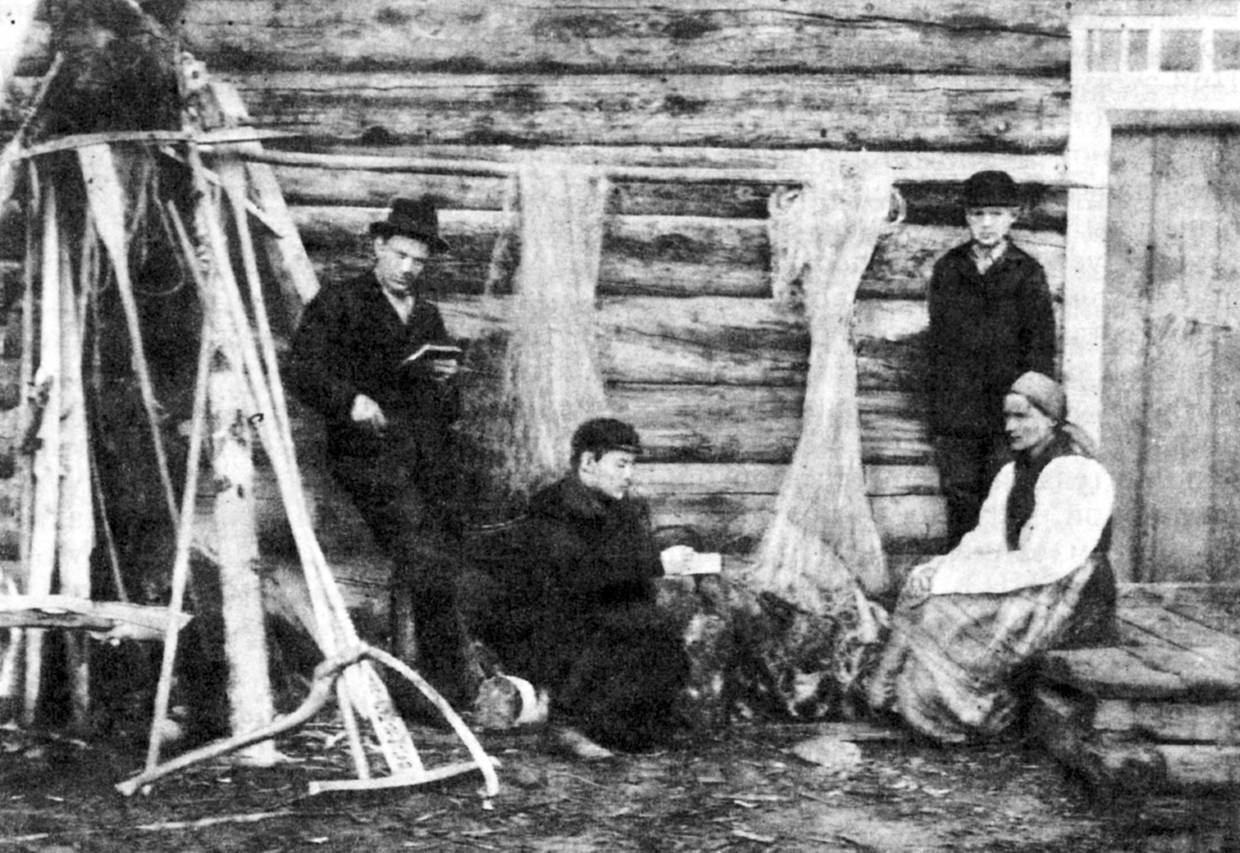
А. В. Марков ведёт запись былин от А. М. Крюковой

Известность приобрели собранные им «Беломорские былины» Кольского полуострова.
По разнообразию, полноте и художественным достоинствам текстов этот сборник считается лучшим после собрания Кирши Данилова, П. Н. Рыбникова и А. Ф. Гильфердинга.
Другое крупное собрание А. Маркова, опубликованные в Москве в 1906—1909 годах — «Материалы, собранные в Архангельской губернии летом 1901 года» (ч. 1—2, совместно Б. Богословским).
В своем тяготении к северному эпосу фольклорист обнаружил пристрастие к романтизированному Великому Новгороду, который он противопоставлял как республику самодержавной Москве XVI—XVII веков. С таким пониманием истории А. Марков связывал судьбы и идейную эволюцию эпоса: «Поэзия Великого Новгорода и её остатки в северной России» (1909), «Обзор трудов В. Ф. Миллера по народной словесности» (1916).
Внес значительный вклад в исследование былин. Дал блестящие образцы соотнесений этнических сюжетов с русскими историческими событиями и историческими лицами — при опоре на тщательное сравнительное изучение всех вариантов, при внимательном учёте многовековых традиций самого восточнославянского фольклора и возможных «внешних» воздействий — как иноэтнических фольклорных материалов, так и средневековой литературы. Исследование историзма эпических памятников во всей сложности и многосторонности их связей с источниками, характерное вообще для исторической школы В. Ф. Миллера, получило у А. В. Маркова, наиболее результативные воплощения. Эпосоведческие труды А. В. Маркова внесли существенный вклад в изучение не только былин, но и духовных стихов.
Марков отстаивал историко-социологическое направление в изучении былин, противопоставляя его «историко-бытовому» (статья «К вопросу о методе исследования былин», 1907). Несмотря на демократические устремления, не преодолел существенные недостатки исторической школы.
Скончался 31 августа 1917 года от «лёгочной чахотки». Отец-священник отпел его в Церкви Ильи Обыденного и похоронил на Ваганьковском кладбище.

## Избранные публикации
- Беломорские былины, записанные А. Марковым. — М., 1901
- Былинная традиция на Зимнем берегу Белого моря. — М., 1901
- Бытовые черты русских былин. — М.: т-во скоропеч. А. А. Левенсон, 1904. — [4], 97 с.
- Из истории русского былевого эпоса. — Вып. 1—2. — М.: Т-во скоропеч. А. Г. Левенсон, 1905—1907.
  - Из истории русского былевого эпоса. — 2-е изд. — М.: URSS, cop. 2016. — 157, [1] с. — ISBN 978-5-9710-3144-4.
- Материалы, собранные в Архангельской губернии летом 1901 года А. В. Марковым, А. Л. Масловым и Б. А. Богословским. — М.: Тип. К. Л. Меньшова, 1905 (обл. 1909)—1908 (обл. 1909).
  - Зимний берег Белого моря. Волость Зимняя Золотица. — 1905. — 157 с.
- Поэзия Великого Новгорода и её остатки в Северной России. — Х.: Тип. «Печ. дело», 1909. — [2], 32 с.
- Отношения между русскими и мордвой в истории и в области народной поэзии, в связи с вопросом о происхождении великорусского племени. — Тифлис, 1914. — 62 с.
- Обзор трудов В. Ф. Миллера по народной словесности / А. В. Марков. — Петроград: тип. Имп. Акад. наук, 1916. — [2], 126 с.
- Беломорские ста́рины и духовные стихи: Собрание А. В. Маркова / Подгот. издания С. Н. Азбелева, Ю. И. Марченко. — СПб., 2002.

## Рекомендуемая литература
- РГБ. Ф.160 Марков, Алексей Владимирович (1877—1918). — 525 ед. хр.